# انهيار المعاوضة
في الطب، انهيار المعاوضة أو اللامعاوضة أو عدم التعويض تعني التدهور الوظيفي لجهاز من أجهزة الجسم أو تركيب كان يعمل بشكل سليم. عدم التعويض يمكن أن يحدث نتيجة الإرهاق أو الضغط أو المرض أو التقدم في السن. عندما يقوم الجهاز بعملية التعويض، يكون قادراً على العمل بالرغم من الضغط.
عدم التعويض يوصف بعدم القدرة على التعويض للنقص الحاصل بسبب عدد من العوامل. وهو يكوِّن مصطلحاً عاماً يستخدم لوصف حالات عديدة في الطب.
على سبيل المثال؛ عدم التعويض القلبي يشير إلى عدم قدرة القلب على المحافظة على الدورة الدموية، بعد فترة طويلة يحدث فشل للقلب. العلاج القصير الأمد لحالات عدم التعويض القلبي يمكن أن تُحقق عبر استخدام Dobutamine، الناتج في زيادة انقباضات القلب عن طريق تأثير Inotrope.
ومثال آخر؛ في علم النفس، هذا المصطلح يشير إلى عدم القدرة على المحافظة على الطرق الدفاعية في حالة الضغط، وتكون نتيجته على الشخص بشكل اضطراب نفسي. الضغط قد يسبب عنف جسدي.